# 幾原邦彥
幾原邦彥（日语：／ Ikuhara Kunihiko，1964年12月21日—）是德島縣小松島市出身的男性動畫導演、音樂製作人、小說家、漫畫原作者、日本電影導演協會會員。血型是A型。

## 作品風格
身為作家，他的核心價值觀是「與其保留實至名歸和一致性，不如講求大膽創新的故事內涵」。
身為動畫導演，常使用虛張聲勢、誇飾、隱喻、後設、血腥暴力、態度强硬、反諷的技巧。《美少女戰士》系列的美奈子與麗，都能看到反諷的效果；在靜止畫、重複畫、詼諧演出、擬戲劇等方面受到不錯的評價。常使用「雙手重疊」、「雙手交握」、「分開的雙手」、「繁花盛開」、「花瓣飄落」、「花舞」等「手」「花」演技來表達角色的情感、心境。 作品人物的姓名，有相當程度的設定。幾原邦彥曾被認爲可能是《新世紀福音戰士》渚薰的原型，但他對此否認。

## 簡歷
- 1985年 京都藝術短期大學（現在的京都造形藝術大學）畢業。
- 1986年 加入東映動畫，負責幾部動畫的製作。
- 1990年 在《もーれつア太郎》第18話「王子與玉子，誰有偉大的心！？」初次演出。之後，擔任《美少女戰士》的系列導演。
- 1993年 在《劇場版美少女戰士R》初次執導劇場動畫。
- 1996年 從東映動畫辭職，成立《少女革命》的企畫暨製作的創作團隊「Be-Papas」，並擔任領導人。
- 1997年 執導電視版動畫《少女革命》。
  - 榮獲動畫神戶97年度神戶獎。
  - 該作完成後遠離動畫界，創作小說、漫畫原作，以動畫相關研討會、學校專題、講師為活動重心。
- 2001年 平成13年度文化廳派遣藝術家國外研修員（多媒體藝術），此後一年在美國洛杉磯進修。
- 2006年 開始在小說雜誌《KERA》連載《異端者與新娘》。該作角色時裝與電影《下妻物語》的BABY, THE STARS SHINE BRIGHT合作。
- 2007年 在富士電視台noitaminA播放的《交響情人夢》中，接下OP演出，風格特殊的影像成為當時話題。
- 2007年 - 2009年　在日本新媒體動漫藝術節動畫部門擔任審查委員。
- 2011年 出任《迴轉企鵝罐》監督，于7月新番播出。

## 参與作品

### 电视动画
- 1986 - 1987年 『メイプルタウン物語』（制作進行、演出助手）
- 1987年 『新メイプルタウン物語 パームタウン編』（演出助手）
- 1988年 『闘将!!拉麺男』（制作進行、演出助手）
- 1989 - 1990年 『靈幻小子』（演出助手、现场CM演出、主字幕題字）
- 1990年 『もーれつア太郎（1990年版）』（演出助手、18.26話演出）
- 1991 - 1992年 『金魚注意報』（4.13.21.25.30.38.43.49.54話演出）
- 1992 - 1993年 『美少女戰士』（6.11.15.21.26.31.36.46話演出）
- 1993 - 1994年 『美少女战士R』（系列导演（60話）、51.60.68話演出）
- 1994 - 1995年 『美少女战士S』（系列导演、103.110.117話演出）
- 1995 - 1996年 『美少女战士SuperS』（系列导演、128.137.150.159.166話演出）
- 1997年 『少女革命』（原案、导演、OP.1話分镜、35話作画修正（HD重新灌录ー盤）[2]）
- 2007年 『交響情人夢』（OP分镜・演出）
- 2008年 『俗・さよなら絶望先生』（4話End Card）
- 2008 - 2009年 『SOUL EATER』（29話分镜）
- 2009年 『青花』（OP.5.6.11話分镜（11話は笠井賢一と共同）、OP演出（本編分镜以渦薪かい名義））
- 2011年 『回转企鹅罐』（原案、导演、系列构成・脚本、音響导演、OP1分镜・演出、OP2.1.5.11.12.13.14.15.16.17.21.22.23.24話分镜、24話演出）
- 2012年 『心連·情結』（ED3分镜・演出）
- 2015年 『百合熊風暴』（ 導演 、劇本統籌 、音響導演）
- 2019年 『皿三昧』（ 導演 、劇本統籌、11話演出）

### 劇場版动画
- 1991年 『まじかる☆タルるートくん』（导演助手）
- 1993年 『劇場版美少女戰士R』（导演）
- 1998年 『機動戰艦_The_prince_of_darkness』（友情協力）
- 1999年 『少女革命～思春期默示录』（原案、导演、分镜）

### OVA
- 1990年 『TOKUMAアニメ絵本 はないちもんめ』（演出助手）
- 1990 - 1992年 『宇宙皇子 天上編』（助导演）
- 2004 - 2006年 『飛越顛峰2』（2話分镜）
- 2009年 『交响情人梦 巴黎篇（OAD）』（分镜（渦薪かい名義））

## 相關人物
- 榎戶洋司
- J・A・シーザー
- 庵野秀明
- 錦織博
- 細田守
- 長谷川眞也
- 中村明日美子
- 川上伦子
- 川村万梨阿

## 外部連結
- JRT<ikuniweb~幾原邦彥官方網頁>（旧版）
- ikuni.net 几原邦彦官方网页 （页面存档备份，存于）
- 幾原邦彥的X（前Twitter）